# Свистяча мова

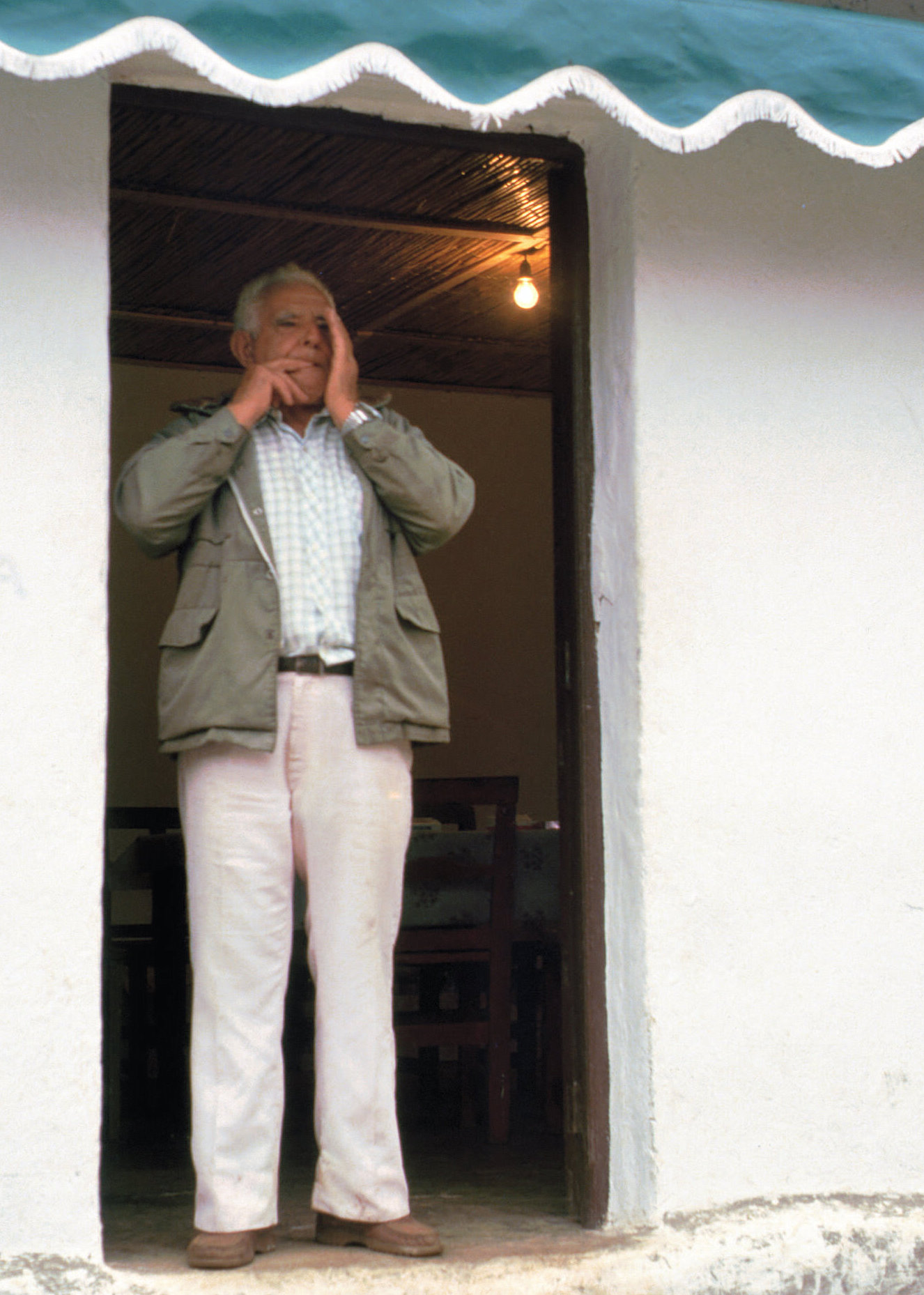
Сільбадор, носій мови свисту

Мо́ва сви́сту (Свистяча мова) — мова, у якій звуки відтворюються свистом. Це мовна система, що дозволяє легко передавати свистом необмежене число повідомлень на великі відстані. Свист використовують пастухи і дресувальники для комунікації з тваринами. Більшість мов свисту, яких нараховується кілька сотень, базуються на тональних мовах. Як правило, мова свисту імітує тони і форманти звичайних мов так само, як й інтонації і просодію, що дає змогу слухачу зрозуміти закодоване послання. Свистячі звуки передають тони складів (тональні звуки слів).

## Поширення мов свисту
Сільбо на острові Ґомера (Канарські острови), що основана на іспанській мові, — найбільш досліджена. Низка відмінних звуків або фонем у цій мові є предметом розбіжностей між вченими, які відрізняють від двох до п'яти голосних і від чотирьох до дев'яти приголосних звуків. Ця різниця, ймовірно, залежить від здібностей самих носіїв та методів розпізнавання звуків.
Інші мови свисту існують або існували в різних частинах світу, таких як Туреччина (Кушкой, «Село птахів»), Франція (Аас, Атлантичні Піренеї), Мексика (мова чинантек і масатекські мови у штаті Оахака), Південна Америка (мова піраха), Азія (мова чепанг у Непалі), Нова Гвінея. Особливо поширена в деяких районах Західної Африки. Звуки свисту використовуються у таких мовах, як йоруба та еве. Тут навіть висвистують французькою.
Хоча більшість свистячих основані на тональних мовах, народність Аас в Зімбабве і Замбії, що говорить шонською мовою, перериває артикуляцію свистячими звуками. Подібна свистяча мова тсонга, якою спілкуються у горах Мозамбік.

## Список мов свисту
У наведеному списку вказані регіоні, в яких певні етнічні групи спілкувались мовами свисту. У деяких випадках, наприклад, чинантек, мови свисту — важлива й невід'ємна частина мови і культури, а в інших (наприклад, науатль) її роль набагато менше.
- Америка
  - Аляска: юпікські мови[1][2]
  - Сполучені Штати Америки: таос
  - Мексика: мова амузґо, масатекські мови, кікапу, науатль , отомі, сапотеків, тепеуа, тотонаків, чинантек, чольска. Висвистували іспанську мову в Тласкала
  - Болівія: Siriono[en]
  - Колумбія: Desano
  - Бразилія: мова піраха
- Азія
  - Китай: мова бай
  - В'єтнам: мова хмонг[3]
  - Бірма: мова чин
  - Непал: мова чепанг
  - Туреччина: село Kuşköy
  - Сибірські ескімоси з острова Святого Лаврентія
- Європа і Канарські острови
  - Франція (Аас): окситанська мова
  - Греція (село Antia на острові Евбея)
  - Іспанія (Ґомера, Іерро, Канарські острови): мова сільбо
- Африка
  - Ефіопія: шонська мова
  - Західна Африка: бафія, діола, еве, тві та інші
  - Гана: Nchumburu
  - Нігерія: йоруба
  - Камерун: Gbaya, Doohwaayo, Mofu
- Океанія
  - Нова Гвінея: Gadsup, Binumarien, Abau, Polopa, Telefol, Bauzi, (можливо Tairora і Narak, в останній свист використовують для спілкування з духами)[4][5][6]

## Цікаво знати
- Мова сільбо занесена до списку шедеврів усної та нематеріальної культурної спадщини ЮНЕСКО.
- Іноді чоловіки використовують свист, щоб когось покликати або привернути до себе увагу.
- Свист до тварин — більш поширена практика серед чабанів.
- Свистячою мовою спілкується дроїд R2-D2 у фільмі «Зоряні війни».[8]